# Zakoljena arterija
Zakoljena arterija (lat. arteria poplitea) je krvna žila u nozi koja se nastavlja na tijek bedrene arterije (lat. arteria femoralis) i proteže se sve dok se ne podijeli na prednju goljeničnu arteriju (lat. arteria tibialis anterior) i stražnju goljeničnu arteriju (lat. arteria tibialis posterior).
Zakoljna arterija počinje kada bedrena arterija prođe kroz lat. hiatus tendineus (otvor kojeg omeđuje bedrena kost i hvatišne tetive srednjeg i donjeg snopa velikog mišića primicača), zatim prolazi sredinom lat. fossa poplitae i nakon što prođe ispod lat. arcus tendineus musculi solei (tetivni luk kojeg čine tetivna polazište širokog listolikog mišića), podijeli se na dvije završne grane (prednju i stražnju goljeničnu arteriju).

## Ogranci
- lat. arteria genus superior lateralis
- lat. arteria genus superior medialis
- lat. arteria genus inferior lateralis
- lat. arteria genus inferior medialis
- lat. arteria genus media
- lat. arteriae surales